# Geseier
Geseier (auch: Geseire(s), Gesere; Plural zu „Geseire“ nach Althaus (2003): Geseires) mit der Bedeutung „(überflüssiges, unnützes) Gerede, Geschwätz“ ist wohl über das Rotwelsche aus dem Jiddischen im 19. Jahrhundert ins Deutsche entlehnt worden (siehe auch: Jiddismus). Es geht letztlich auf Hebräisch „gesera“ zurück (Althaus 2004: 83). Kluge (2002) charakterisiert es hinsichtlich der Stillage als „vulgär“.
Wahrig (1986) führt Geseire mit der Bedeutung „klagendes Gerede, Gejammer“ an; Duden. Wie sagt man in Österreich (1980) nennt Geseres als österreichische Form.